# Juan Martín del Potro
Juan Martín del Potro (ur. 23 września 1988 w Tandil) – argentyński tenisista.
Del Potro pierwszy mecz w profesjonalnym turnieju zagrał w sierpniu 2003, podczas zawodów ITF w Buenos Aires, ponosząc porażkę z Diegiem Cristínem. Status tenisisty zawodowego otrzymał w roku 2005, a w sezonie 2006 zagrał po raz pierwszy w imprezie rangi ATP Tour, w lutym w Viña del Mar.
Argentyńczyk jest mistrzem US Open 2009 w singlu. W każdym z pozostałych turniejów Wielkiego Szlema dochodził co najmniej do ćwierćfinału. Łącznie w konkurencji gry pojedynczej zwyciężył w 22 turniejach i przegrał w 12 finałach.
W grze podwójnej triumfował w 1 turnieju rangi ATP Tour.
Wspólnie z reprezentacją Argentyny zdobył Puchar Davisa 2016, po finale zakończonym wynikiem 3:2 z Chorwacją. Finalistą tych zawodów był podczas edycji z 2008 i 2011 roku.
Tenisista z Argentyny zdobył dwa medale igrzysk olimpijskich, brązowy w Londynie (2012) i srebrny w Rio de Janeiro (2016).
W rankingu gry pojedynczej najwyżej był na 3. miejscu (13 sierpnia 2018), a w klasyfikacji gry podwójnej na 105. pozycji (29 maja 2009).

## Początki
Juan Martín del Potro urodził się w argentyńskim Tandil w prowincji Buenos Aires. Ojciec Daniel del Potro trenował rugby i jest weterynarzem, natomiast matka Juana Martina, Patricia jest nauczycielką. Ma młodszą siostrę Julietę. Del Potro zna hiszpański, angielski oraz częściowo włoski. Prócz tenisa Del Potro interesuje się piłką nożną i kibicuje argentyńskiemu Boca Juniors i włoskiemu Juventusowi. W dzieciństwie poświęcał wiele czasu obu tym sportom, a włoski piłkarz o argentyńskim pochodzeniu Mauro Camoranesi jest jego bliskim przyjacielem.
Przygodę z tenisem rozpoczął w wieku siedmiu lat pod okiem Marcelo Gómeza (który opiekował się również innymi tenisistami pochodzącymi z Tandil takimi jak: Juan Mónaco, Mariano Zabaleta czy Máximo González). Talent Del Potro został odkryty przez byłego włoskiego tenisistę Ugo Columbiniego, który towarzyszył mu od wczesnych etapów kariery i był jego agentem do 2013 roku.

## Kariera

### Sezony 2003–2005
W wieku 14 lat Del Potro otrzymał dzikie karty do trzech turniejów z serii ITF rozgrywanych w Buenos Aires. W każdym z nich odpadł w pierwszej rundzie. W tym samym roku zaczął startować w turniejach juniorskich.
W 2004 roku Del Potro wygrał swój pierwszy profesjonalny mecz w karierze w turnieju ITF w Buenos Aires w maju, gdzie pokonał rodaka Matiasa Niemiza. W tym samym roku dotarł ćwierćfinału turnieju ITF w brazylijskim Campinas. Prócz tego Del Potro osiągnął finały juniorskich imprez Argentina Cup i Campionati Internazionali D’Italia Junior.
Del Potro rozpoczął występy w 2005 roku od turnieju ITF juniorów Copa del Café (Puchar Kawy) w Kostaryce, w którym awansował do finału. Przegrał w nim z Robinem Haase. W cyklu juniorów startował do czerwca, ostatnie zawody rozgrywając podczas French Open, gdzie osiągnął ćwierćfinał. W styczniu został sklasyfikowany jako nr 3. rankingu ITF juniorów.
W roku 2005 otrzymał status profesjonalnego tenisisty łącząc w pierwszej części sezonu zawodowe starty z rozgrywkami juniorskimi. W kwietniu wygrał pierwszy turniej w gronie zawodowców, imprezę ITF w Santiago po pokonaniu Jorge Aguilara. Drugi tytuł w zawodach tej serii wywalczył ponownie w Santiago, tym razem eliminując w finale Thiaga Alvesa. Na początku maja Del Potro zwyciężył w Buenos Aires.
Od czerwca Argentyńczyk zaczął regularnie występować w turniejach rangi ATP Challenger Tour, począwszy w Reggio nell’Emilia. Na początku listopada triumfował w Montevideo po finale z Borisem Pašanskim. Sezon 2005 zakończył na 157. miejscu w klasyfikacji ATP.

### Sezon 2006 – miejsce w TOP 100 na koniec roku
Startując w imprezach ATP Challenger Tour odniósł dwa turniejowe zwycięstwa, na początku kwietnia w Aguascalientes i na początku sierpnia w Segowii. W ćwierćfinale w Segowii był lepszy od Fernanda Verdasco (nr 27. ATP).
W lutym wystartował po raz pierwszy w turnieju z cyklu ATP World Tour. W 1 rundzie w Viña del Mar pokonał Alberta Portasa następnie przegrywając z Fernando Gonzálezem.
Premierowy występ Argentyńczyka w drabince głównej zawodów Wielkiego Szlema miał miejsce na French Open, gdzie dostał się po przejściu kwalifikacji. W 1 rundzie uległ Juanowi Carlosowi Ferrero. W kolejnych tygodniach dotarł do ćwierćfinału turnieju ATP World Tour w Umagu ponosząc porażkę ze Stanislasem Wawrinką.
Pod koniec sierpnia zakwalifikował się do turnieju głównego US Open, w 1 rundzie odpadając z Alejandrem Fallą. Na początku października osiągnął 3 rundę rozgrywek w Tokio. Po zakończeniu zawodów, dnia 9 października po raz pierwszy znalazł się w czołowej setce rankingu ATP, na 99. miejscu.
Pierwszy start Del Potra w turniejach kategorii ATP Masters Series miał miejsce pod koniec października w Madrycie. Przechodząc eliminacje nie sprostał w 1 rundzie Joachimowi Johanssonowi. Następnie awansował do ćwierćfinału w Bazylei, gdzie wyeliminowany został przez Fernando Gonzáleza.
Sezon 2006 zakończył na 92. pozycji w zestawieniu ATP. Rozegrał 22 mecze w zawodach ATP World Tour, w których odniósł 10 zwycięstw.

### Sezon 2007

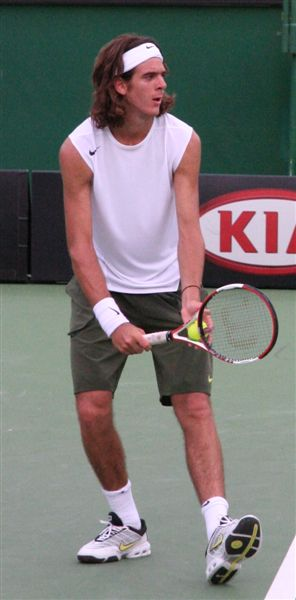
Del Potro podczas Australian Open, 2007

Del Potro rozpoczął sezon od awansu do pierwszego w karierze półfinału turnieju ATP World Tour odbywającego się w Adelaide, w którym przegrał z Chrisem Guccione. Potem zadebiutował w Australian Open, odpadając w 2 rundzie poprzez krecz w piątym secie z Fernandem Gonzálezem.
11 lutego wystąpił w czwartym pojedynku meczu 1 rundy Pucharu Davisa przeciwko Austrii. Dzięki jego zwycięstwo Argentyńczycy zapewnili sobie awans do ćwierćfinału, a pokonał 7:6(4), 3:6, 6:4, 4:6, 6:2 Jürgena Melzera.
Na początku marca Argentyńczyk osiągnął 2 rundę w Indian Wells i 4 rundę Miami.
W kwietniu Argentyna, w składzie z Del Potem, odpadła w ćwierćfinale Pucharu Davisa ze Szwecją. Najpierw Del Poto przegrał w trzech setach z Robinem Söderlingiem, a potem pokonał Roberta Lindstedta.
Pod koniec maja wystąpił we French Open, w 1 rundzie ulegając Rafaelowi Nadalowi.
W swoim pierwszym występie na nawierzchni trawiastej Del Potro awansował do 2 rundy turnieju w Londynie ponosząc porażkę z Rafaelem Nadalem. Tydzień później wziął udział w rywalizacji w Nottingham dochodząc do ćwierćfinału, w którym przegrał z Ivo Karloviciem. W debiucie na kortach Wimbledonu pokonał w pierwszym meczu Davide Sanguinettiego, a w kolejnym odpadł z Rogerem Federerem.
Podczas US Open Series najdalej dotarł w singlu w rozgrywkach ATP Masters Series w Cincinnati, do 3 rundy po wcześniejszym wygraniu kwalifikacji. W lipcu triumfował w turnieju gry podwójnej w Indianapolis razem z Travisem Parrottem. W finale pokonali 3:6, 6:2, 10–6 Tejmuraza Gabaszwiliego i Ivo Karlovicia.
Na US Open 2007 wyeliminował Nicolasa Mahuta i Jürgena Melzera, w 3 rundzie ulegając Novakowi Đokoviciowi. Po zakończeniu turnieju został sklasyfikowany na 50. miejscu w rankingu ATP.
Pod koniec października osiągnął 3 rundę imprezy ATP Masters Series Madrycie. W 2 rundzie odniósł pierwsze zwycięstwo nad tenisistą z czołowej dziesiątki rankingu ATP, Tommym Robredo (nr 9. ATP), natomiast w kolejnym meczu został pokonany przez Davida Nalbandiana.
Rok 2007 zakończył na 44. miejscu na świecie.

### Sezon 2008 – pierwsze tytuły rangi ATP World Tour i miejsce w TOP 10 na koniec roku

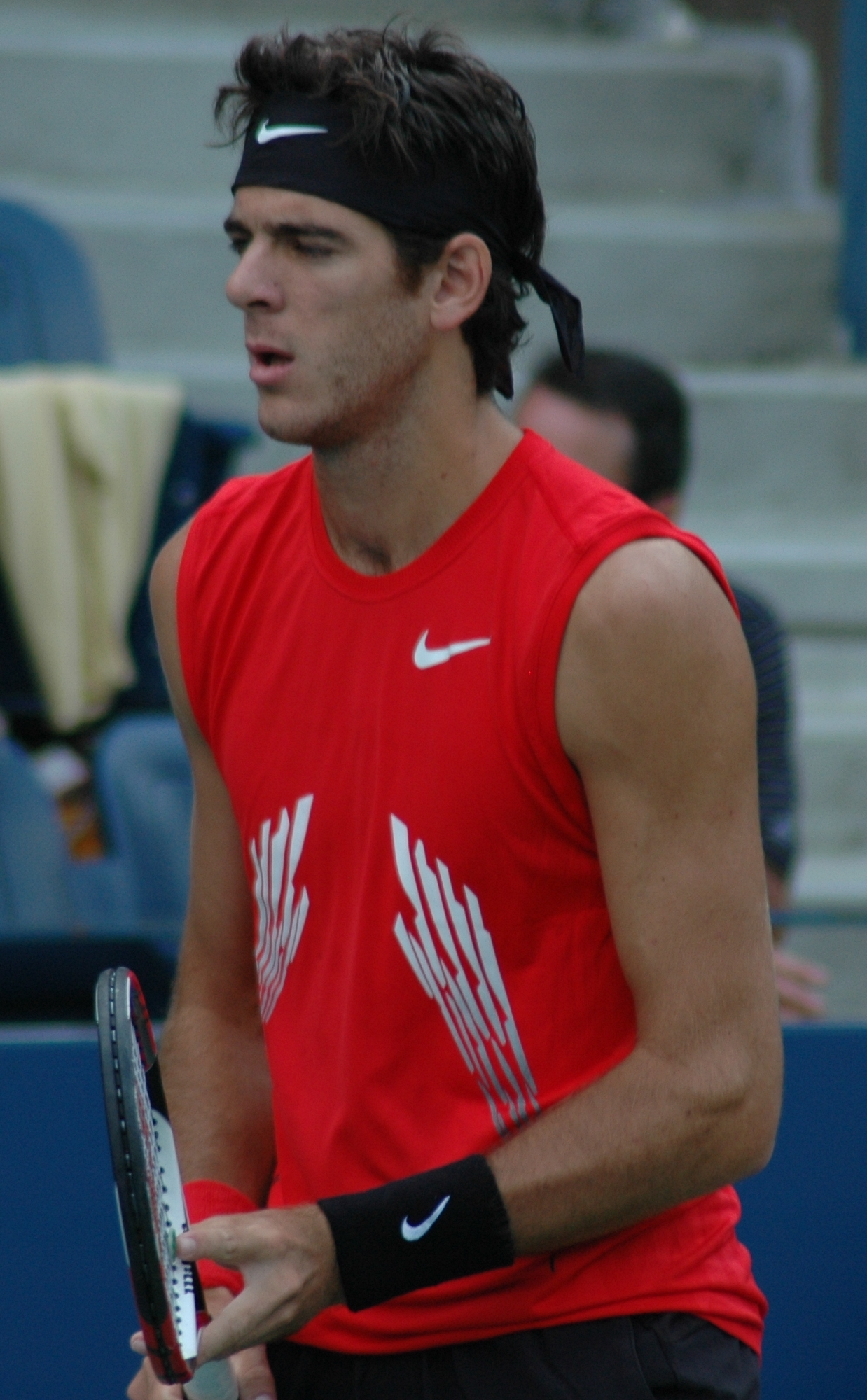
Del Potro podczas US Open, 2008

W sezonie 2008 Del Potro wygrał 4 turnieje rangi ATP World Tour i osiągnął między lipcem a wrześniem serię 23 wygranych meczów z rzędu. Rok 2008 zakończył również jako najwyżej sklasyfikowany tenisista z Ameryki Południowej, na 9. miejscu.
Del Potro rozpoczął starty od przegranej w 1 rundzie turnieju w Adelaide. Następnie odpadł w 2 rundzie Australian Open przez krecz z Davidem Ferrerem. Do startów wrócił w marcu na zawody w Miami, gdzie poniósł porażkę w 2 rundzie.
Podczas turniejów rozgrywanych na nawierzchni ceglanej został ćwierćfinalistą pod koniec kwietnia w Monachium. Na French Open odpadł w 2 rundzie z Simone Bolellim.
Na kortach trawiastych awansował do półfinału w ’s-Hertogenbosch, gdzie pokonany został przez Davida Ferrera, oraz doszedł do 2 rundy Wimbledonu.
Dnia 13 lipca wygrał swój pierwszy turniej rangi ATP World Tour, w Stuttgarcie po finale zakończonym wynikiem 6:4, 7:5 z Richardem Gasquetem. Tydzień później zatriumfował w Kitzbühel nie tracąc seta, a w finale był lepszy od Jürgena Melzera. Trzeci kolejny tytuł wywalczył w Los Angeles, w finale pokonując najwyżej rozstawionego w imprezie Andy’ego Roddicka. Czwarte mistrzostwo z rzędu zdobył Waszyngtonie zwyciężając w finale z Viktorem Troickim i stając się pierwszym tenisistą w historii, który cztery pierwsze tytuły wygrał w czterech kolejnych startach.
Na US Open Del Potro osiągnął pierwszy w karierze ćwierćfinał wielkoszlemowy oraz przedłużył swoją serię do 23 meczów bez porażki, którą zakończył Andy Murray.
We wrześniu wziął udział w półfinale Pucharu Davisa przeciwko Rosji. Wygrał oba swoje mecze singlowe najpierw pokonując Nikołaja Dawydienkę 6:1, 6:4, 6:2, a w piątym i zarazem decydującym o awansie do finału meczu Igora Andriejewa 6:4, 6:2, 6:1.
Na początku października Argentyńczyk został finalistą zawodów w Tokio, eliminując m.in. w ćwierćfinale Davida Ferrera (nr 5. ATP). O tytuł zmierzył się z Tomášem Berdychem ulegając Czechowi w dwóch setach. Po zakończeniu turnieju Del Potro po raz pierwszy awansował do czołowej dziesiątki rankingu ATP, na pozycję nr 9.
Podczas halowych imprez w Madrycie, Bazylei i Paryżu najdalej doszedł do półfinału w Bazylei. W Madrycie odpadł w ćwierćfinale, a w Paryżu w 3 rundzie.
W listopadzie wystąpił w turnieju Tennis Masters Cup, z którego został wyeliminowany po meczach grupowych. Del Potro najpierw przegrał z Novakiem Đokoviciem, potem pokonał Jo-Wilfrieda Tsongę, a ostatni mecz zakończył porażką z Nikołajem Dawydienką.
W grudniu wziął udział w finałowej rundzie Pucharu Davisa przeciwko Hiszpanii. Przegrał swój pierwszy mecz z Feliciano Lópezem, a z drugiego wycofał się na skutek kontuzji uda. Ostatecznie Hiszpania pokonała Argentynę 3:1.

### Sezon 2009 – zwycięstwo w US Open

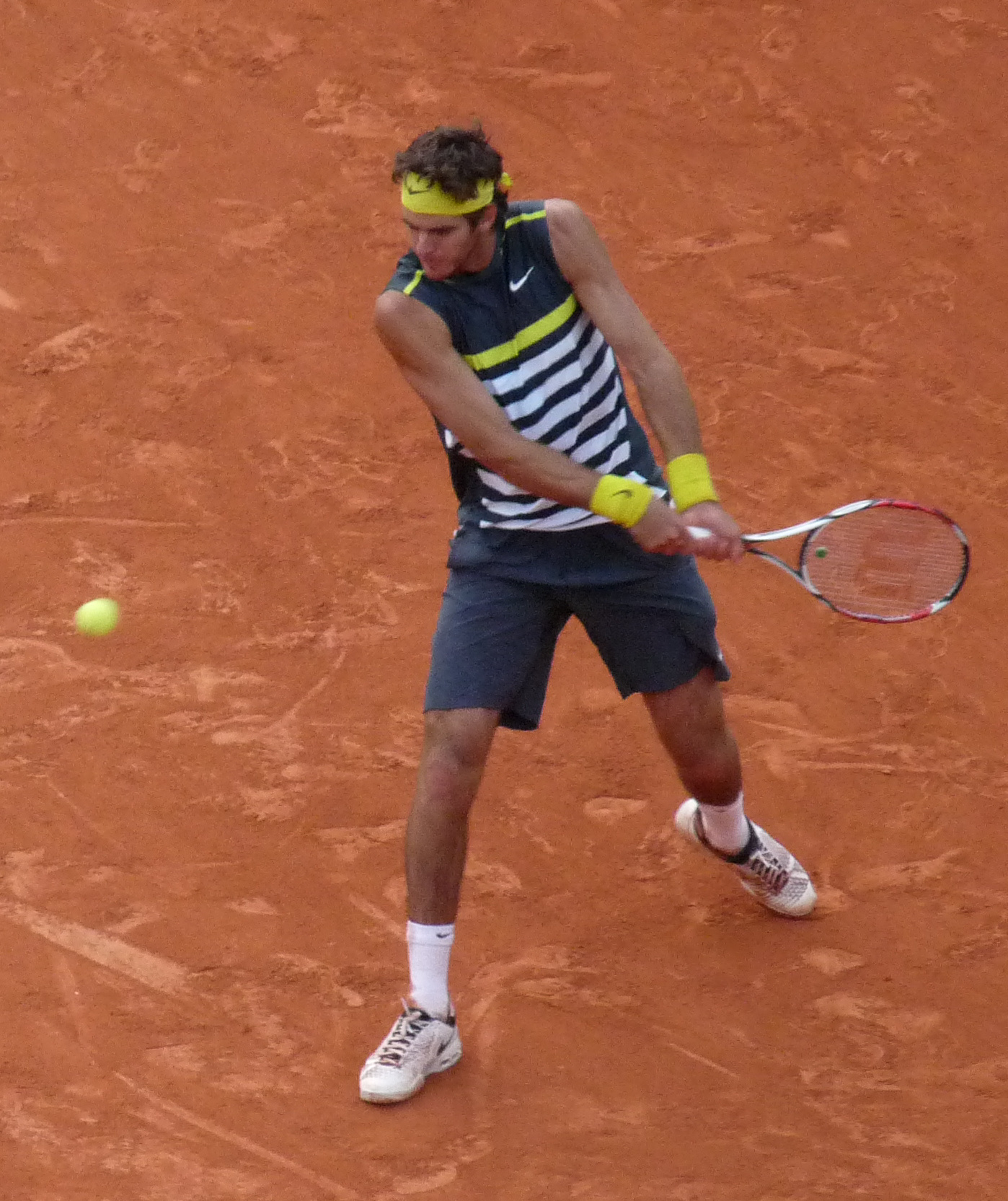
Del Potro podczas French Open, 2009

Pierwszy turniej w sezonie zagrał w Auckland, gdzie sięgnął po swój piąty zawodowy tytuł po zwycięstwie w finale 6:4, 6:4 nad Samem Querreyem. Na Australian Open awansował do ćwierćfinału, w którym poniósł porażkę z Rogerem Federerem 3:6, 0:6, 0:6. W lutym wystartował w dwóch imprezach rozgrywanych w hali, w San Jose i Memphis dochodząc do ćwierćfinałów.
W marcu zagrał najpierw w Indian Wells osiągając ćwierćfinał, w którym przegrał z liderem rankingu ATP Rafaelem Nadalem. Tenisiści zmierzyli się ze sobą w następnym turnieju, w ćwierćfinale w Miami i tym razem zwycięzcą został Del Potro, który odrobił stratę podwójnego przełamania w ostatnim secie ostatecznie triumfując 6:4, 3:6, 7:6(3). Było to pierwsze zwycięstwo Del Potra nad Nadalem przy wcześniej doznanych 4 porażkach. Pomimo półfinałowej porażki z Andym Murrayem Argentyńczyk zdobył wystarczającą ilość punktów, by po raz pierwszy w karierze znaleźć się w czołowej piątce rankingu.
Starty na kortach ziemnych rozpoczął od turnieju w Monte Carlo, gdzie odpadł w 2 rundzie po przegranej z Ivanem Ljubičiciem. W Rzymie poniósł porażkę w ćwierćfinale z Novakiem Đokoviciem, a w Madrycie w półfinale z Rogerem Federerem. We French Open tenisista argentyński doszedł do pierwszego w karierze wielkoszlemowego półfinału, po drodze tracąc jednego seta w 4 rundzie z Jo-Wilfriedem Tsongą. Del Potro został potem wyeliminowany przez Rogera Federera w pojedynku trwającym 3 godz. i 28 min. zakończonym wynikiem 6:3, 6:7(2), 6:2, 1:6, 4:6.
Udział na Wimbledonie zakończył po raz trzeci z rzędu na 2 rundzie, pokonany przez Lleytona Hewitta.
Na początku lipca zagrał w dwóch zwycięskich meczach singlowych przeciwko Czechom w ćwierćfinale Pucharu Davisa. Był lepszy od Ivo Minářa i Tomáša Berdycha, jednak to Czesi przeszli do dalszej rundy, triumfując w trzech pozostałych grach.
W sierpniu obronił tytuł mistrzowski w Waszyngtonie po finale zakończonym wynikiem 3:6, 7:5, 7:6(6) z Andym Roddickiem, zostając pierwszym zawodnikiem od czasu Andre Agassiego w 1999, któremu udało się zwyciężyć w Waszyngtonie w dwóch kolejnych edycjach turnieju. W następnym tygodniu wziął udział w turnieju z cyklu ATP World Tour Masters 1000 w Montrealu, osiągając swój pierwszy finał w imprezie tej kategorii. Wyeliminował m.in. w ćwierćfinale Rafaela Nadala i w półfinale Andy’ego Roddicka 4:6, 6:2, 7:5. W meczu finałowym uległ 7:6(4), 6:7(3), 1:6 Andy’emu Murrayowi. Z powodu przemęczenia zrezygnował ze startu w Cincinnati.
US Open Del Potro rozpoczął jako zawodnik rozstawiony z nr 6. Awansował do finału tracąc po drodze dwa sety, w 3 rundzie z Danielem Köllererem i ćwierćfinale z Marinem Čiliciem. W półfinale 6:2, 6:2, 6:2 wyeliminował Rafaela Nadala, a w spotkaniu o tytuł rywalem Argentyńczyka został Roger Federer. Del Potro dochodząc do wielkoszlemowego finału w Nowym Jorku został pierwszym tenisistą ze swojego kraju, który dokonał tej sztuki od French Open 2005, kiedy Mariano Puerta przeszedł półfinał z Nikołajem Dawydienką. Finał imprezy zakończył się po 4 godz. i 6 min. zwycięstwem Del Potra 3:6, 7:6(5), 4:6, 7:6(4), 6:2 nad Federerem, dzięki czemu stał się drugim mistrzem z Argentyny w tych zawodach od US Open 1977, a tytuł wygrał wówczas Guillermo Vilas. Federer natomiast poniósł pierwszą porażkę w tym turnieju od 2003 roku i przegrał pierwszy mecz z Del Potrem po serii 6 kolejnych zwycięstw.
W połowie listopada został ćwierćfinalistą halowej imprezy w Paryżu, eliminując Marata Safina i Fernando Gonzáleza. Przeciwko Gonzálezowi obronił 7 meczboli w drugim secie, który następnie skreczował przez kontuzję nogi. Pojedynek o półfinał Del Potro poddał przy stanie 0:4 Radkowi Štěpánkowi.
Ostatni w sezonie turniej tenisista argentyński rozegrał podczas ATP World Tour Finals. Mecze grupowe zakończył zwycięstwami z Fernandem Verdasco i Rogerem Federerem oraz porażką z Andym Murrayem. W półfinale był lepszy od Robina Söderlinga, jednak w finale nie sprostał Nikołajowi Dawydience przegrywając 3:6, 4:6.
Sezon 2009 zakończył na 5. miejscu w rankingu ATP.

### Sezon 2010 – pierwsza operacja nadgarstka
Po raz pierwszy w sezonie 2010 Del Potro zagrał na Australian Open osiągając 4 rundę. W meczu 2 rundy z Jamesem Blake stoczył pięciosetową rywalizację zakończoną wynikiem 6:4, 6:7(3), 5:7, 6:3, 10:8, natomiast odpadł po porażce 7:5, 4:6, 5:7, 7:5, 3:6 z Marinem Čiliciem. Po tych zawodach nie zagrał aż do końca września w Bangkoku przez kontuzję prawego nadgarstka. Dnia 4 maja przeszedł zabieg w Minnesocie, a w Buenos Aires przechodził rehabilitację. W stolicy Tajlandii zagrał w 1 rundzie z Olivierem Rochusem przegrywając w dwóch setach, a następnie wystąpił w Tokio ulegając Feliciano Lópezowi. Po tej porażce Argentyńczyk zrezygnował ze startów do końca sezonu, który zakończył na 258. miejscu w rankingu ATP. Jako przyczynę swojej rezygnacji z udziału w pozostałej części sezonu podał potrzebę czasu na trening.

### Sezon 2011 – powrót do TOP 20 rankingu ATP

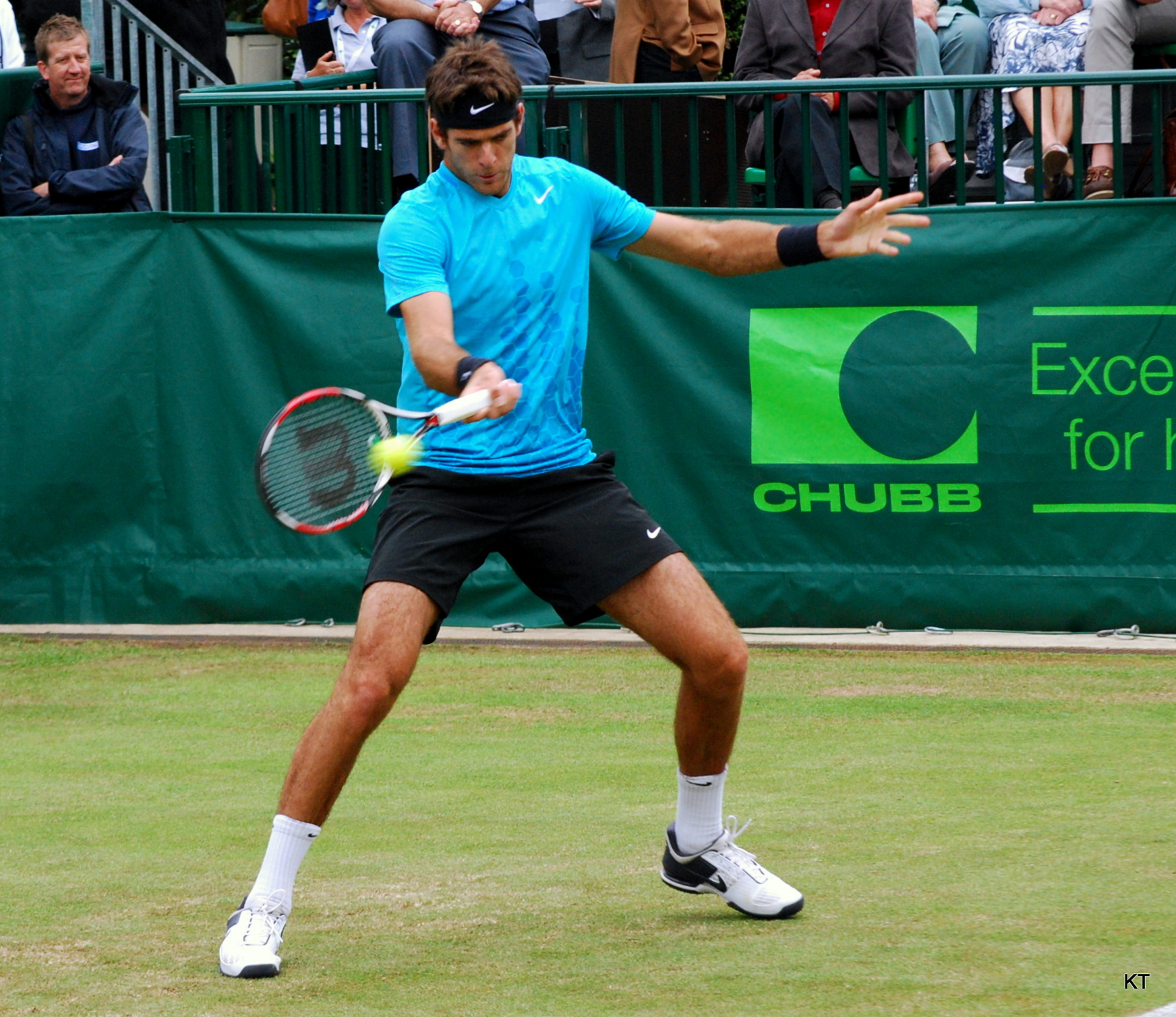
Del Potro w Londynie, 2011

Tenisista argentyński powrócił do rywalizacji w styczniu na turniej w Sydney przegrywając w 2 rundzie. Ten sam wynik uzyskał na Australian Open. W lutym awansował do dwóch półfinałów, w San Jose i Memphis, gdzie odpadał z późniejszymi triumfatorami imprez Fernandem Verdasco i Andym Roddickiem. Pod koniec tegoż miesiąca Del Potro został mistrzem zawodów w Delray Beach nie tracąc po drodze seta. W finale pokonał 6:4, 6:4 Janko Tipsarevicia dzięki czemu w notowaniu ATP z 28 lutego awansował ze 166. na 89. miejsce.
W marcu został półfinalistą turnieju ATP World Tour Masters 1000 w Indian Wells, gdzie nie sprostał Rafaelowi Nadalowi oraz doszedł do 4 rundy w Miami odpadając z Mardym Fishem.
Sezon na kortach ziemnych zaczął od startu w Estoril, wygrywając drugi tytuł w sezonie, w finale będąc lepszym od Fernanda Verdasco. Podczas zawodów w Madrycie Argentyńczyk poddał walkowerem mecz 3 rundy z Rafaelem Nadalem przez uraz biodra. Wrócił na korty wraz z rozpoczęciem French Open, wyeliminowany w 3 rundzie przez Novaka Đokovicia.
Na nawierzchni trawiastej Del Potro zagrał w dwóch turniejach, w Londynie i Wimbledonie odpadając w 3 i 4 rundzie. Po zakończeniu Wimbledonu ponownie klasyfikowany był w czołowej dwudziestce rankingu, na miejscu nr 19.
Podczas US Open Series Argentyńczyk został ćwierćfinalistą w Los Angeles oraz przegrywał w 2 rundach w Montrealu i Cincinnati. Na US Open uległ w 3 rundzie Gillesowi Simonowi.
Jesienią przyczynił się do awansu reprezentacji narodowej do finału Pucharu Davisa, po triumfie Argentyny 3:2 z Serbią. Najpierw wygrał z Janko Tipsareviciem, a potem z Novakiem Đokoviciem przez krecz Serba w drugim secie z powodu kontuzji pleców czym zapewnił swojemu krajowi udział w finale przeciwko Hiszpanii.
W turniejach rozgrywanych pod koniec października został finalistą w Wiedniu w finale zakończonym porażką z Jo-Wilfriedem Tsongą. W swoim kolejnym starcie, w Walencji osiągnął półfinał, w którym przegrał z Marcelem Granollersem.
Po raz ostatni w sezonie zagrał w finale Pucharu Davisa w Sewilli na kortach ziemnych z Hiszpanią, która została mistrzem edycji 2011 po triumfie 3:1. Del Potro został pokonany pięciu setach przez Davida Ferrera i w czterech setach uległ Rafaelowi Nadalowi.
Rok 2011 zakończył jako 11. tenisista na świecie. Zgrał w sumie w 66 meczach odnosząc 48 zwycięstw. Otrzymał również nagrodę ATP kategorii ATP Comeback Player of the Year (powrót roku).

### Sezon 2012 – miejsce w TOP 10 na koniec sezonu i olimpijski brąz

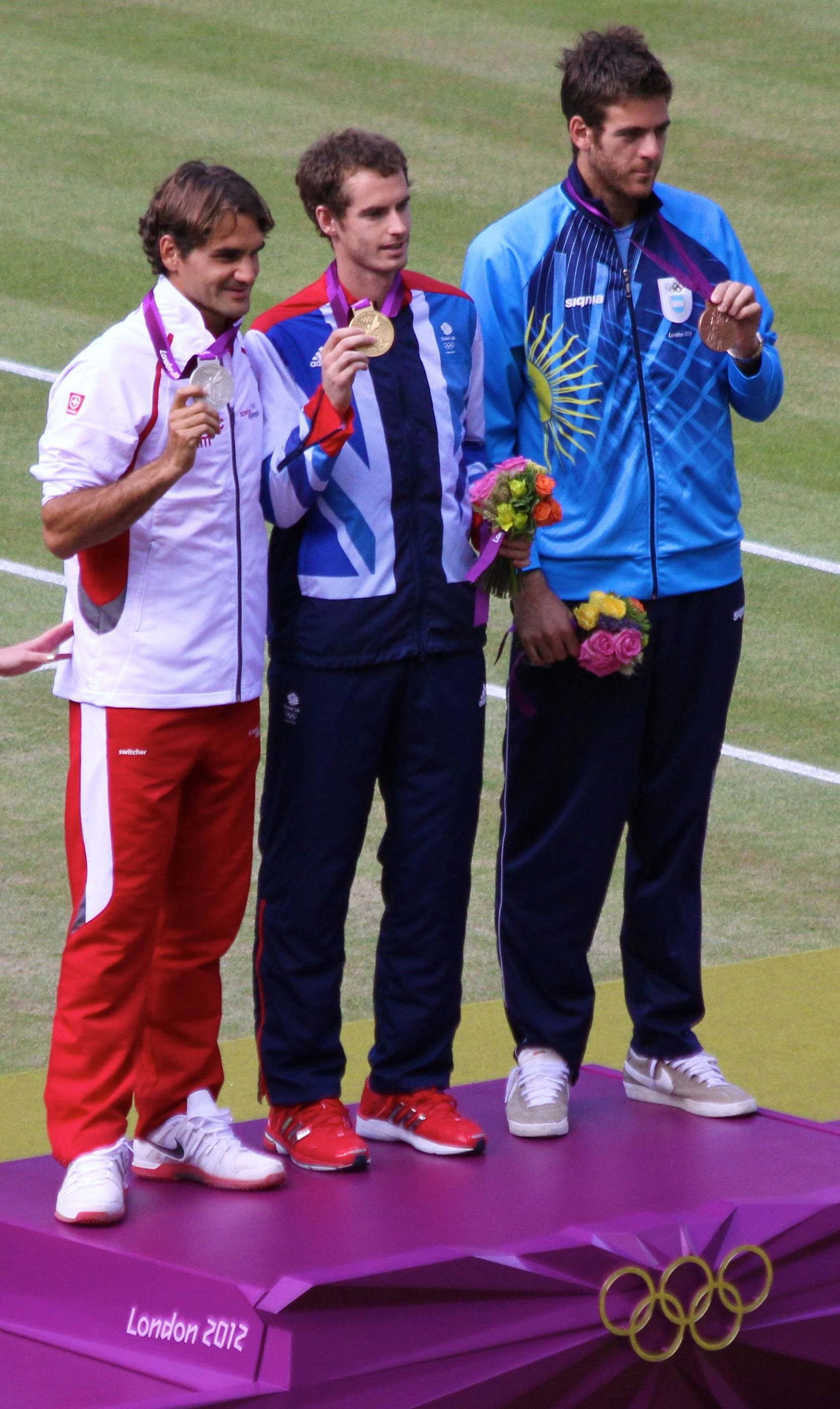
Del Potro podczas dekoracji igrzysk olimpijskich w Londynie, 2012

W sezonie 2012 Del Potro zagrał w sumie 82 pojedynki i odniósł w nich 65 wygranych oraz był 7. tenisistą na koniec sezonu. Osiągnął 5 finałów, z których 4 wygrał.
W imprezach wielkoszlemowych został ćwierćfinalistą Australian Open, French Open i US Open, a na Wimbledonie dotarł do 4 rundy. Podczas Australian Open i French Open przegrywał z Rogerem Federerem, na paryskim turnieju wynikiem 6:3, 7:6(4), 2:6, 0:6, 3:6. Na Wimbledonie Del Potro uległ Davidowi Ferrerowi, a w Nowym Jorku Novakowi Đokoviciowi. W 4 rundzie US Open wyeliminował Andy’ego Roddicka dla którego był to ostatni mecz w karierze. Bilans Argentyńczyka w Wielkim Szlemie wyniósł 15 zwycięstw przy 4 porażkach.
Startując w turniejach ATP World Tour Masters 1000 został półfinalistą w Madrycie na niebieskiej cegle, gdzie odpadł z Rogerem Federerem. Kolejny półfinał argentyński zawodnik uzyskał w Cincinnati pokonany przez Novaka Đokovicia. Awansował także do ćwierćfinału w Indian Wells, gdzie nie sprostał Federerowi.
Tytuły Del Potro zdobył w zawodach kategorii ATP World Tour 250 i ATP World Tour 500. Najpierw w lutym został finalistą w Rotterdamie, gdzie decydujący mecz wygrał Federer. Kolejny start Argentyńczyka miał miejsce w Marsylii, w której w finale wygrał z Michaëlem Llodrą. Na początku marca doszedł do półfinału w Dubaju, wyeliminowany przez Federera. Dwa miesiące później obronił mistrzostwo w Estoril po finale z Richardem Gasquetem, nie tracąc w turnieju seta. W październiku zwyciężył w Wiedniu i Bazylei. W pierwszym meczu imprezy w Austrii zagrał ponad 3 godz. mecz z Danielem Brandsem zakończonym wynikiem 6:7(5), 7:6(4), 7:6(6), a w finale był lepszym od Grega Žemlji. Tytuł w Bazylei Del Potro wygrał 6:4, 6:7(5), 7:6(3) po finale z Rogerem Federerem.
Na koniec roku zakwalifikował się do ATP World Tour Finals, po raz pierwszy od 2009 roku. Mecze grupowe zakończył z dwoma zwycięstwami (w tym nad Federerem) i jedną porażką, a pojedynek o udział w finale przegrał z Novakiem Đokoviciem.
Latem zagrał na igrzyskach olimpijskich w Londynie wygrywając brązowy medal. W półfinale został wyeliminowany przez Rogera Federera (w sumie przegrał w roku 2012 ze Szwajcarem 6 meczów i w 2 triumfował) po 4 godz. i 30 min. w spotkaniu zakończonym wynikiem 3:6, 7:6(5), 19:17 dla Szwajcara. Rozgrywka o brązowy medal między Del Potro a Novakiem Đokoviciem zakończyła się rezultatem 7:5, 6:4 na korzyść Argentyńczyka.
Del Potro grał również w sezonie w Pucharze Davisa. Najpierw wystąpił w ćwierćfinale przeciwko Chorwacji zwyciężając z Ivo Karloviciem i Marinem Čiliciem. Półfinałową rundę z Czechami Argentyńczycy przegrali 2:3, a Del Potro rozegrał jeden zwycięski mecz z Radkiem Štěpánkiem.

### Sezon 2013 – awans na 5. miejsce na koniec roku

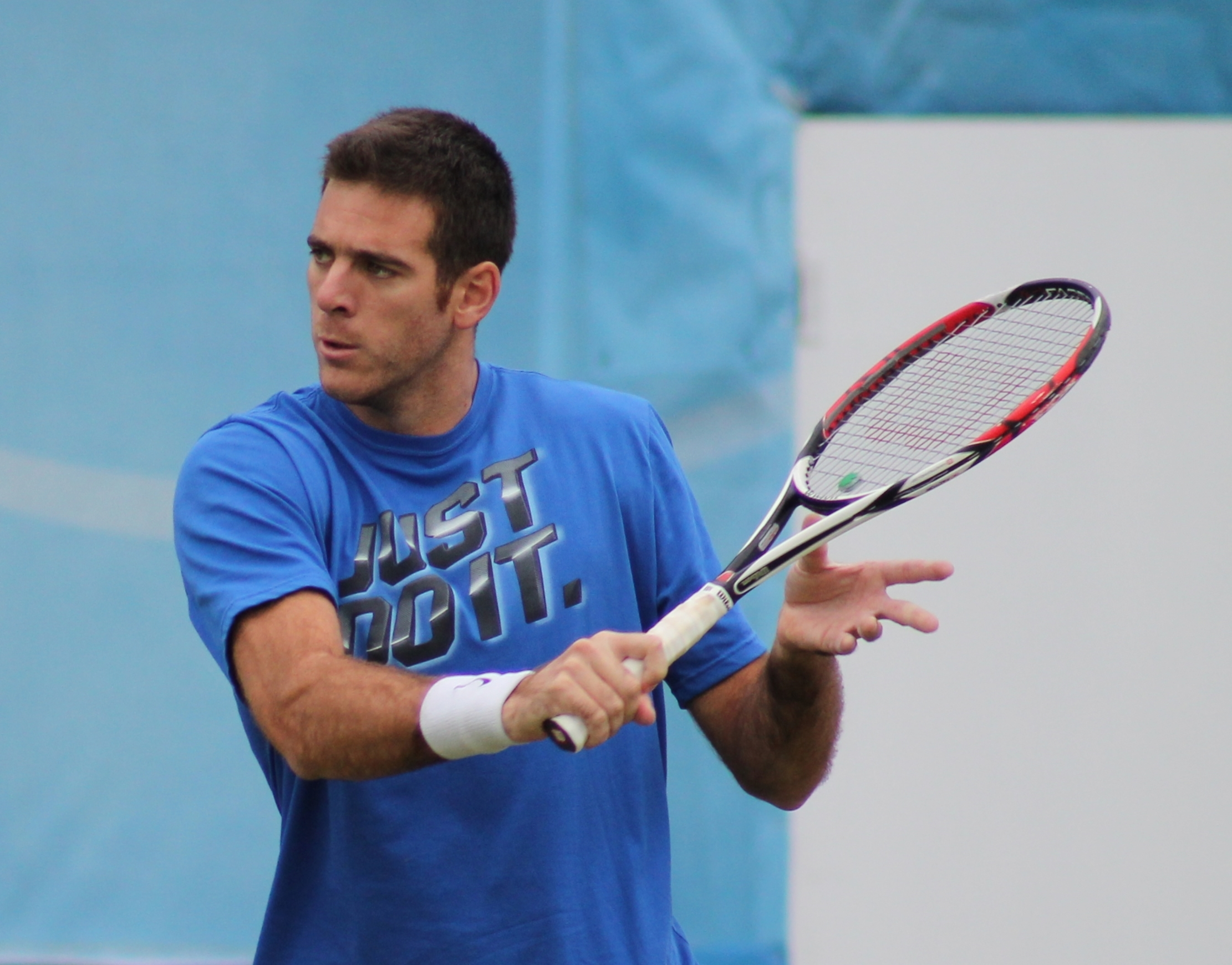
Del Potro w Londynie, 2013

Juan Martín del Potro nie reprezentował Argentyny w Pucharze Davisa w sezonie 2013. Media podały do informacji, że przyczyną absencji Del Potra w zespole narodowym był konflikt z Davidem Nalbandianem.
Rok rozpoczął od udziału w Australian Open, odpadając w 3 rundzie po pięciu setach z Jérémym Chardy. W połowie lutego Del Potro bez straty seta zwyciężył w Rotterdamie, a w finale pokonał Juliena Benneteau. W kolejnych dwóch imprezach awansował do ćwierćfinału w Marsylii i półfinału w Dubaju.
W marcu został finalistą turnieju ATP World Tour Masters 1000 w Indian Wells, eliminując m.in. w ćwierćfinale nr 3. w rankingu Andy’ego Murraya i w półfinale lidera klasyfikacji ATP Novaka Đokovicia. Mecz o tytuł zakończył się porażką Argentyńczyka z Rafaelem Nadalem.
Na kortach ziemnych zagrał w dwóch imprezach, w Monte Carlo i Rzymie ponosząc porażki w 3 rundzie. Po turnieju w stolicy Włoch doznał infekcji wirusowej, przez co wycofał się z French Open.
Po miesięcznej nieobecności Del Potro wystąpił w Londynie awansując do ćwierćfinału, a następnie na Wimbledonie dotarł do półfinału. Argentyńczyk wygrał m.in. w ćwierćfinale z Davidem Ferrerem (nr 4. ATP), dzięki czemu ustanowił swój najlepszy wynik w turnieju. Pojedynek, trwający 4 godz. i 43 min., o udział w finale przegrał z Novakiem Đokoviciem 5:7, 6:4, 6:7(2), 7:6(6), 3:6.
Po Wimbledonie tenisista argentyński zagrał w Waszyngtonie, odnosząc końcowy triumf, a finał zakończył zwycięstwem w trzech setach z Johnem Isnerem. W połowie sierpnia dotarł do półfinału w Cincinnati. Tenisistą, który wyeliminował Del Potra był Isner, który w zwyciężył 6:7(5), 7:6(9), 6:3 w drugim secie broniąc piłki meczowej. Na US Open Argentyńczyk zakończył udział w 2 rundzie, ulegając Lleytonowi Hewittowi.
W październiku wystąpił w 3 turniejach. Najpierw został mistrzem w Tokio, gdzie w finale pokonał Milosa Raonicia. Następnie doszedł do finału w Szanghaju, po drodze eliminując lidera rankingu Rafaela Nadala, a ponosząc porażkę z Novakiem Đokoviciem. Kolejny start Del Potra miał miejsce w Bazylei, w której sięgnął po zwycięstwo, w finale będąc lepszym od Rogera Federera. Z Federerem zmierzył się w ćwierćfinale listopadowej imprezy w Paryżu, jednak tym razem to Szwajcar wygrał rywalizację.
Ostatni w sezonie start Argentyńczyka miał miejsce w Londynie w ramach ATP World Tour Finals. W meczach grupowych pokonany został przez Đokovicia i Federera i mimo triumfu nad Richardem Gasquetem nie przeszedł do rundy półfinałowej.
Sezon 2013 ukończył na 5. miejscu w zestawieniu ATP. Został wyróżniony nagrodą sportowca roku przez dziennik Clarín wyprzedzając m.in. Lionela Messi’go (poprzednio wygrał plebiscyt w 2009).

### Sezony 2014 i 2015 – operacje lewego nadgarstka
Rok 2014 rozpoczął od wygrania turnieju w Sydney po finale z Bernardem Tomiciem. Następnie przegrał w 2 rundzie Australian Open w Robertem Bautistą-Agutem. W lutym zagrał w dwóch imprezach, w Rotterdamie osiągając ćwierćfinał i w Dubaju odpadając w 1 rundzie. Podczas zawodów w Dubaju przerwał mecz po przegranym pierwszym secie z Somdevem Devvarmanem przez silny ból lewego nadgarstka. Z problemem tym zmagał się od Australian Open i pod koniec marca przeszedł zabieg operacyjny w Rochester.
Wrócił na korty w sezonie 2015 na turniej w Sydney, startując z 338. miejsca w rankingu ATP. Zawody zakończył na ćwierćfinale pokonany przez Michaiła Kukuszkina. Pod koniec stycznia ponownie poddał się operacji nadgarstka i nie startował przez 2 miesiące, do imprezy w Miami, gdzie nie sprostał w 1 rundzie Vaskowi Pospisilowi. Był to ostatni występ Argentyńczyka w sezonie 2015. W czerwcu po raz trzeci zoperowano mu lewy nadgarstek, a sam Del Potro zapowiedział wznowienie kariery w sezonie 2016. W lipcu zakończył współpracę trwającą od 2008 roku ze szkoleniowcem Franco Davínem i trenerem od przygotowania fizycznego Martiniano Orazim.

### Sezon 2016 – awans do TOP 50, srebrny medal olimpijski, zwycięstwo w Pucharze Davisa

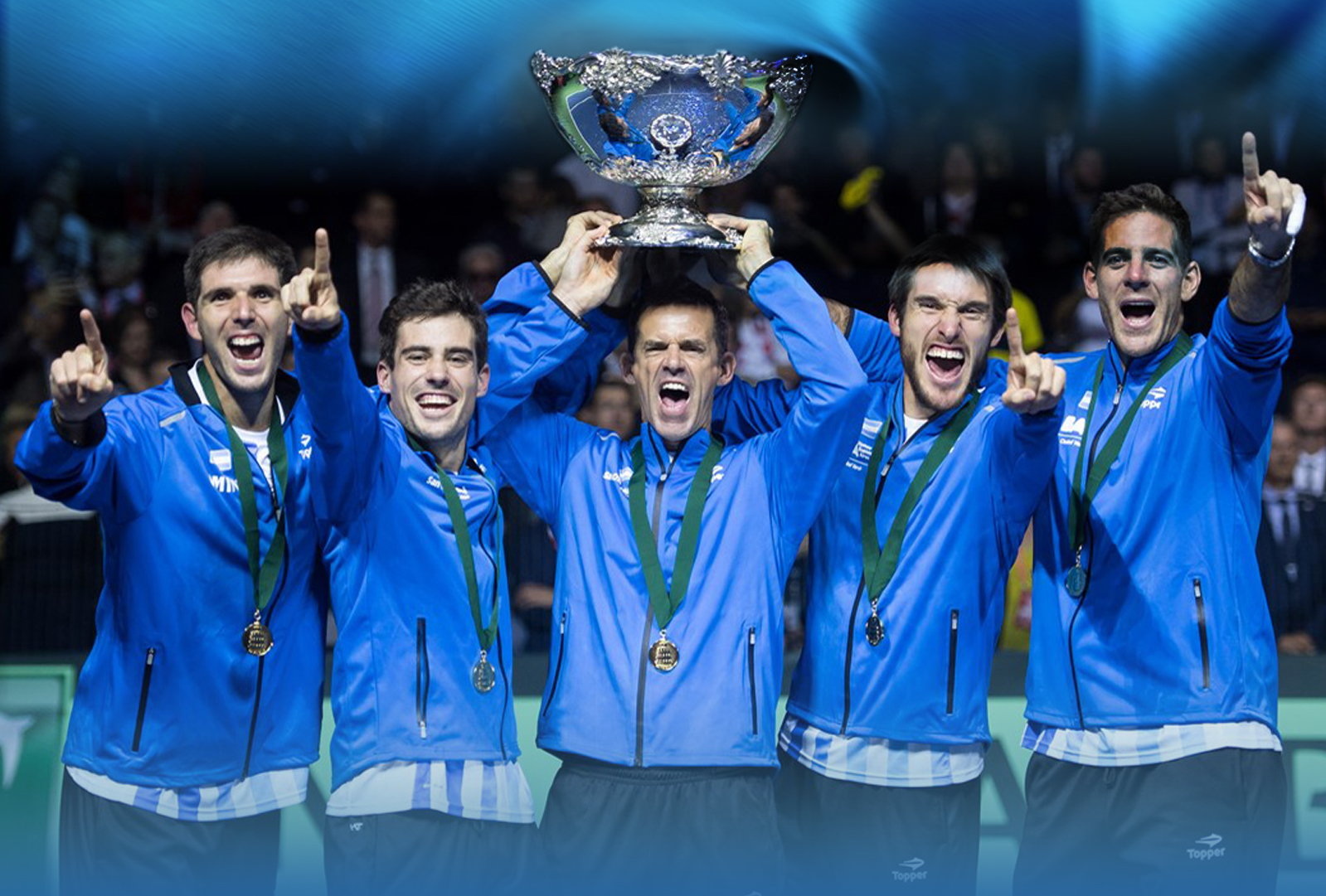
Reprezentacja Argentyny z trofeum Pucharu Davisa, 2016

Pierwszy turniej z udziałem Argentyńczyka miał miejsce w połowie lutego w Delray Beach, do którego przystępował jako 1042. tenisista świata. Osiągnął tam półfinał przegrywając z Samem Querreyem. W marcu zagrał w zawodach ATP World Tour Masters 1000 w Indian Wells i Miami odpadając w 2 rundach.
Po trzech latach wystąpił w imprezie rozgrywanej na podłożu ziemnym, w kwietniu w Monachium, gdzie awansował do ćwierćfinału. Potem wystartował w Madrycie, ponosząc porażkę w 2 rundzie. W maju poinformował, że nie wystąpi we French Open przez kontynuowanie dalszej rehabilitacji nadgarstka, natomiast zapowiedział starty w sezonie na nawierzchni trawiastej i planowany powrót do reprezentacji w Pucharze Davisa.
Na początku czerwca Del Potro zagrał w Stuttgarcie na kortach trawiastych docierając do półfinału, w którym został wyeliminowany przez Rogera Federera. Następnie zagrał w Londynie przegrywając w pierwszym meczu, a potem na Wimbledonie osiągając 3 rundę. W 2 rundzie tego turnieju pokonał Stanislasa Wawrinkę (nr 5. ATP) w czterech setach.
W lipcu zagrał w ćwierćfinałowej rywalizacji Pucharu Davisa z Włochami, startując po raz pierwszy w turnieju od 2012 roku. Zdobył punkt w meczu deblowym partnerując Guido Pelli przeciwko Fabio Fognini’emu i Paolo Lorenzi’emu, dzięki czemu Argentyńczycy wyszli na prowadzenie po dwóch dniach 2:1 (końcowy rezultat to 3:1).
W sierpniu Del Potro wygrał srebrny medal igrzysk olimpijskich w Rio de Janeiro. Wyeliminował m.in. w pierwszym meczu lidera światowego rankingu Novaka Đokovicia i w półfinale Rafaela Nadala (nr 5. ATP) po ponad 3 godz. meczu zakończonym wynikiem 5:7, 6:4, 7:6(5) dla Argentyńczyka. W finale zmierzył się z Andym Murrayem ponosząc porażkę 5:7, 6:4, 2:6, 5:7. Del Potro wystąpił również w konkurencji gry podwójnej docierając z Máximo Gonzálezem do 2 rundy.
Następny start Argentyńczyka miał miejsce na US Open, gdzie uzyskał ćwierćfinał, odpadając po czterosetowej grze ze Stanislasem Wawrinką. Po zakończeniu rozgrywek ponownie klasyfikowany był w czołowej setce rankingu, na 64. miejscu.
W połowie września Del Potro pomógł Argentynie awansować do finału Pucharu Davisa, w otwierającym rundę meczu pokonując po 5 godz. i 7 min. Andy’ego Murraya 6:4, 5:7, 6:7(5), 6:3, 6:4. Zagrał także w przegranym pojedynku deblowym z Leonardem Mayerem przeciwko Andy’emu Myrraywoi i Jamiemu Myrrayowi. Po zakończeniu rundy półfinałowej (Argentyna zwyciężyła 3:2) zapowiedział, że jego głównym celem na resztę sezonu jest występ w finale Pucharu Davisa i zdobycie trofeum.
Jedyny tytuł w sezonie (i pierwszy od stycznia 2014) Del Potro zdobył w połowie października w Sztokholmie kończąc turniej bez straty seta. Tydzień po tym sukcesie został ćwierćfinalistą w Bazylei.
W dniach 25–27 listopada Argentyna zmierzyła się w składzie z Del Potrem w finale Pucharu Davisa w hali Arena Zagreb z Chorwacją. Mistrzami edycji zostali Argentyńczycy, którzy odnieśli premierowy triumf w zawodach. Del Potro zagrał zwycięskie gry z Ivo Karloviciem (wynik 6:4, 6:7(6), 6:3, 7:5) i Marinem Čiliciem (wynik 6:7(4), 2:6, 7:5, 6:4, 6:3) oraz poniósł porażkę w grze podwójnej wspólnie z Leonardem Mayerem z parą Marin Čilić–Ivan Dodig (wynik 6:7(2), 6:7(4), 3:6).
Na koniec roku zajmował 38. miejsce w zestawieniu ATP. Rozegrał 44 singlowe pojedynki odnosząc 32 triumfy oraz otrzymał po raz drugi nagrodę ATP w kategorii ATP Comeback Player of the Year (powrót roku).

### Sezon 2017 – półfinał US Open
Del Potro zrezygnował na początku z udziału w Australian Open, a rozpoczął sezon 2017 pod koniec lutego w Delray Beach, opóźniając starty w cyklu ATP World Tour przez dłuższe przygotowania wspólnie z Danielem Orsaniciem. Zawody w Delray Beach zakończył dochodząc do półfinału, w którym poniósł porażkę w trzech setach z Milosem Raonicciem.
W połowie maja osiągnął ćwierćfinał rozgrywek ATP World Tour Masters 1000 w Rzymie, eliminując m.in. w trzeciej rundzie Keia Nishikoriego (nr 9. ATP). Odpadł po przegranej z Novakiem Đokoviciem. Na French Open Argentyńczyk po zwycięstwach nad Guidem Pellą i Nicolásem Almagrem uległ Andy’emu Murrayowi, z kolei na Wimbledonie zakończył swój udział w drugiej rundzie. Po pokonaniu Thanasiego Kokkinakisa poniósł porażkę z Ernestsem Gulbisem.
W sierpniu tenisista argentyński dotarł do trzeciej rundy w Waszyngtonie i Cincinnati oraz do drugiej rundy w Montrealu.
Do momentu rozpoczęcia US Open Del Potro wygrał 18 meczów w sezonie i doznał 11 porażek. Od rozpoczęcia zawodów w Nowym Jorku do zakończenia startów w 2017 odniósł 20 zwycięstw i przegrał 5 pojedynków. Na US Open awansował do półfinału eliminując m.in. Dominika Thiema w czwartej rundzie, odrabiając stratę dwóch setów i broniąc dwóch piłek meczowych w czwartym secie. Mecz zakończył się triumfem Argentyńczyka 1:6, 2:6, 6:1, 7:6(1), 6:4, który zmagał się z wirusem i gorączką. W ćwierćfinale Del Potro zmierzył się z Rogerem Federerem, z którym zwyciężył 7:5, 3:6, 7:6(8), 6:4. W meczu o udział w finale argentyński tenisista uległ Rafaelowi Nadalowi, który został mistrzem turnieju.
W październiku Del Potro zagrał w dwóch imprezach w Azji, odpadając w drugiej rundzie w Pekinie i dochodząc do półfinału zawodów ATP World Tour Masters 1000 w Szanghaju. W Szanghaju był lepszy w trzeciej rundzie od Alexandra Zvereva (nr 4. ATP), natomiast został pokonany przez Roger Federera. Następnie Argentyńczyk wystartował w Sztokholmie, wygrywając po raz drugi te zawody. W półfinale po trzysetowym pojedynku wyeliminował Fernanda Verdasco, a w finale Grigora Dimitrowa. Podczas turnieju w Bazylei Del Potro awansował do finału po wygranej m.in. nad Marinem Čiliciem (nr 4. ATP), a uległ Rogerowi Federerowi.
W listopadzie Del Potro wystąpił na turnieju w Paryżu, mając szanse na uzyskanie kwalifikacji do ATP Finals w przypadku zwycięstwa w stolicy Francji. Udział w imprezie Argentyńczyk zakończył na ćwierćfinale ponosząc porażkę z Johnem Isnerem.

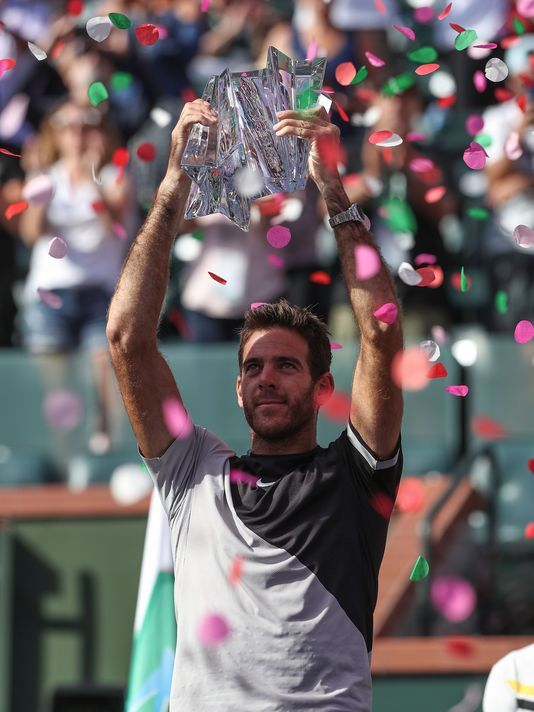
Del Potro z pucharem za zwycięstwo w Indian Wells, 2018

Przez cały 2017 nie reprezentował Argentyny w Pucharze Davisa, a rok zakończył na 11. miejscu w rankingu ATP.

### Sezon 2018 – finał US Open i tytuł ATP World Tour Masters 1000
Po raz pierwszy od roku 2012 Del Potro zagrał we wszystkich turniejach wielkoszlemowych. Z Australian Open odpadł w trzeciej rundzie (porażka z Tomášem Berdychem), a na French Open awansował do półfinału, po wyeliminowaniu m.in. w ćwierćfinale Marina Čilicia (nr 4. ATP). Mecz półfinałowy z Rafaelem Nadalem zakończył się trzysetową porażką Argentyńczyka. Nadal po raz kolejny pokonał Del Potra w ćwierćfinale Wimbledonu, jednak dokonał tego w pięciu setach. Podczas US Open tenisista argentyński dotarł drugi raz w karierze do finału Wielkiego Szlema, pokonując m.in. w półfinale Rafaela Nadala, który skreczował przed rozpoczęciem trzeciego seta przez uraz prawego kolana (Del Potro prowadził 7:6(3), 6:2). O tytuł Argentyńczyk zagrał z Novakiem Đokoviciem, ulegając mu 3:6, 6:7(4), 3:6.
W marcu Del Potro został pierwszy raz w karierze mistrzem turnieju kategorii ATP World Tour Masters 1000, w Indian Wells. Finał grany z liderem rankingu, Rogerem Federerem, wygrał 6:4, 6:7(8), 7:6(2), w trzecim secie broniąc trzech piłek meczowych. Ostatnim Argentyńczykiem z tytułem w singlowych zawodach Masters 1000 był w 2007 roku David Nalbandian. Po turnieju w Indian Wells Del Potro zagrał w Miami osiągając półfinał, w którym nie sprostał Johnowi Isnerowi. Zakończyła się również seria 15 kolejnych zwycięstw Argentyńczyka w sezonie.
Oprócz tytułu w Indian Wells Del Potro triumfował w Acapulco, eliminując trzech tenisistów z czołowej dziesiątki rankingu. Ćwierćfinał wygrał z Dominicem Thiemem (nr 6. ATP), następnie Alexandrem Zverevem, a w ostatnim meczu z Kevinem Andersonem. Ponadto Argentyńczyk przegrał trzy finały, w Auckland, Los Cabos i Pekinie.
W październiku, w trakcie meczu trzeciej rundy w Szanghaju Del Potro skreczował po pierwszym secie przeciwko Bornie Ćoriciowi z powodu urazu prawego kolana. Odniesiona kontuzja wykluczyła go ze startów w ostatniej części sezonu, w tym z ATP Finals.
Sezon zakończył z 47 wygranymi meczami z 60 rozegranych i 5. miejscem w klasyfikacji ATP.

### Sezony 2019 i 2020 – operacje prawego kolana
Argentyńczyk zrezygnował z udziału w Australian Open przez odniesioną w październiku 2018 kontuzję kolana. Pierwszy turniej w sezonie zagrał w drugiej połowie lutego w Delray Beach, awansując do ćwierćfinału. Potem ponownie nie grał przez ciągle nie wyleczone prawe kolano, do rozpoczynającego się na początku maja turnieju w Madrycie. Z zawodów odpadł po pierwszym meczu. Następnie wystartował w Rzymie, gdzie doszedł do ćwierćfinału. Del Potro nie wykorzystał w przeciwko Novakowi Đokoviciowi dwóch piłek meczowych i ostatecznie przegrał 6:4, 6:7(6), 4:6. Na French Open tenisista argentyński zakończył udział w czwartej rundzie, pokonany przez Karena Chaczanowa.
Ostatni w sezonie turniej zagrał w czerwcu w Londynie (Queen’s), eliminując najpierw Denisa Shapovalova, by następnie oddać walkowerem awans do kolejnej rundy Feliciano Lópezowi przez ból w prawym kolanie. Dnia 22 czerwca przeszedł zabieg prawej rzepki i poinformował o zaprzestaniu startów do końca sezonu, który zakończył na 122. pozycji. 27 stycznia 2020 ponownie zoperowano Argentyńczykowi prawe kolano, a sam Del Potro przyznał, że pierwsza operacja nie usunęła całkowicie bólu z kontuzjowanego kolana.

## Styl gry

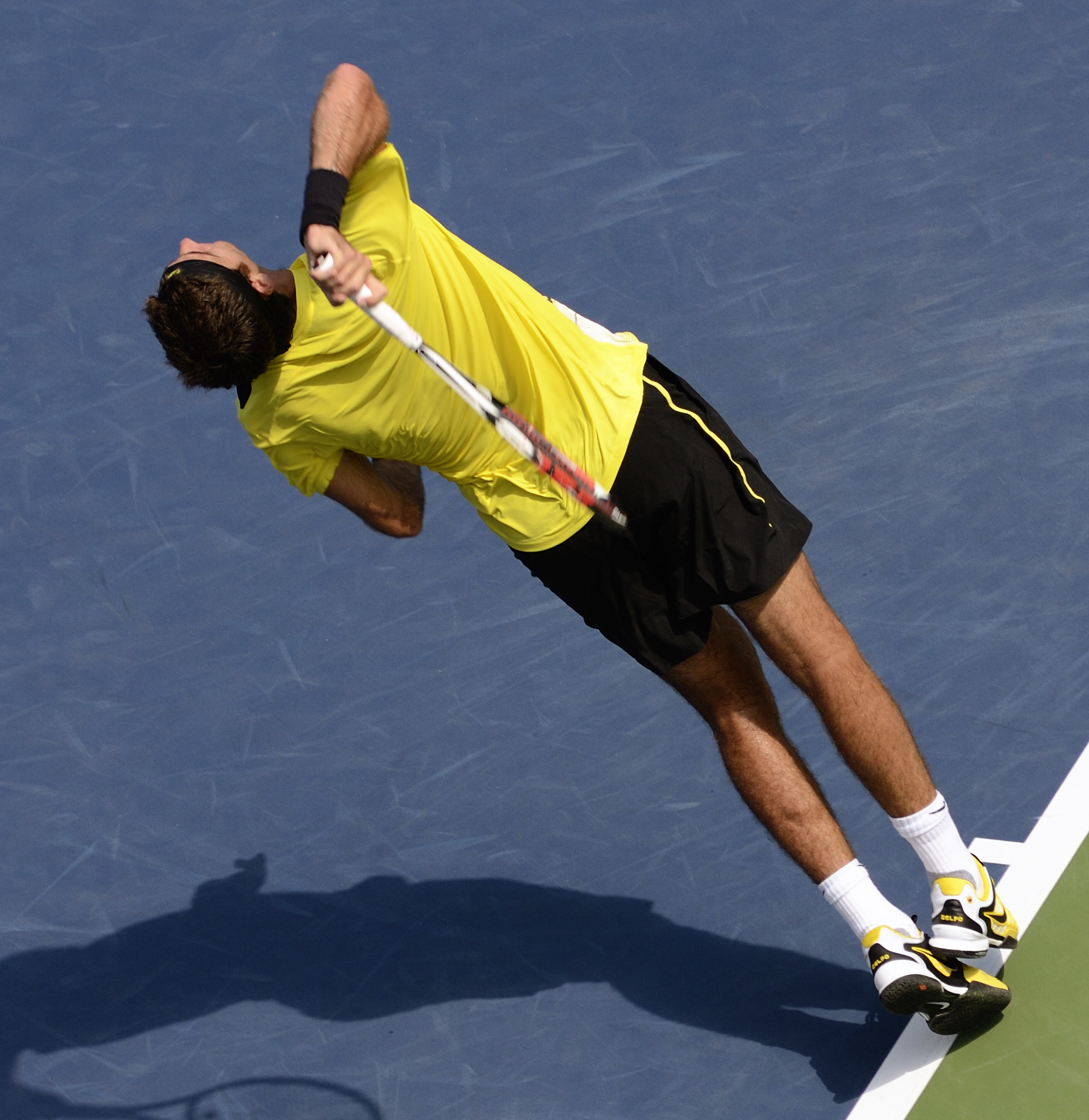
Del Potro wykonujący serwis

Del Potro jest tenisistą praworęcznym wykonującym oburęczny bekhend. Charakteryzuje się mocnym serwisem, który regularnie przekracza prędkość 200 km/h. Forhend Del Potra uchodzi za jego największy atut. Posyła piłki nisko nad siatką, z dużą siłą, zmuszając rywali do gry obronnej.
W początkowych latach swojej kariery Del Potro dysponował jednym z najlepszych bekhendów w męskim tenisie. Grany oburącz cechował się dużą mocą i dokładnością. Jednak operacje lewego nadgarstka zmieniły styl tego uderzenia. Del Potro zaczął częściej posługiwać się slajsem bekhendowym by mniej obciążać nadgarstek. Tenisista sam przyznał, że jest to jego najsłabszy element gry.
Z racji swojego forhendu i serwisu Del Potro uchodzi za tenisistę atakującego zza linii końcowej, który sporadycznie gra pod siatką. Porusza się wyjątkowo dobrze jak na swój blisko 2-metrowy wzrost.

## Statystyki

### Finały w turniejach ATP Tour
| Legenda                                      |
| -------------------------------------------- |
| Wielki Szlem                                 |
| Igrzyska olimpijskie                         |
| Tennis Masters Cup / ATP Finals              |
| ATP Masters Series / ATP Tour Masters 1000   |
| ATP International Series Gold / ATP Tour 500 |
| ATP International Series / ATP Tour 250      |

#### Gra pojedyncza (22–12)
| Końcowy wynik | Nr  | Data                 | Turniej            | Nawierzchnia  | Przeciwnik            | Wynik finału                  |
| ------------- | --- | -------------------- | ------------------ | ------------- | --------------------- | ----------------------------- |
| Zwycięzca     | 1.  | 13 lipca 2008        | Stuttgart          | Ceglana       | Richard Gasquet       | 6:4, 7:5                      |
| Zwycięzca     | 2.  | 20 lipca 2008        | Kitzbühel          | Ceglana       | Jürgen Melzer         | 6:2, 6:1                      |
| Zwycięzca     | 3.  | 10 sierpnia 2008     | Los Angeles        | Twarda        | Andy Roddick          | 6:1, 7:6(2)                   |
| Zwycięzca     | 4.  | 17 sierpnia 2008     | Waszyngton         | Twarda        | Viktor Troicki        | 6:3, 6:3                      |
| Finalista     | 1.  | 5 października 2008  | Tokio              | Twarda        | Tomáš Berdych         | 1:6, 4:6                      |
| Zwycięzca     | 5.  | 17 stycznia 2009     | Auckland           | Twarda        | Sam Querrey           | 6:4, 6:4                      |
| Zwycięzca     | 6.  | 9 sierpnia 2009      | Waszyngton         | Twarda        | Andy Roddick          | 3:6, 7:5, 7:6(6)              |
| Finalista     | 2.  | 16 sierpnia 2009     | Montreal           | Twarda        | Andy Murray           | 7:6(4), 6:7(3), 1:6           |
| Zwycięzca     | 7.  | 14 września 2009     | US Open, Nowy Jork | Twarda        | Roger Federer         | 3:6, 7:6(5), 4:6, 7:6(4), 6:2 |
| Finalista     | 3.  | 29 listopada 2009    | Londyn             | Twarda (hala) | Nikołaj Dawydienko    | 3:6, 4:6                      |
| Zwycięzca     | 8.  | 27 lutego 2011       | Delray Beach       | Twarda        | Janko Tipsarević      | 6:4, 6:4                      |
| Zwycięzca     | 9.  | 1 maja 2011          | Estoril            | Ceglana       | Fernando Verdasco     | 6:2, 6:2                      |
| Finalista     | 4.  | 30 października 2011 | Wiedeń             | Twarda (hala) | Jo-Wilfried Tsonga    | 7:6(5), 3:6, 4:6              |
| Finalista     | 5.  | 19 lutego 2012       | Rotterdam          | Twarda (hala) | Roger Federer         | 1:6, 4:6                      |
| Zwycięzca     | 10. | 26 lutego 2012       | Marsylia           | Twarda (hala) | Michaël Llodra        | 6:4, 6:4                      |
| Zwycięzca     | 11. | 6 maja 2012          | Estoril            | Ceglana       | Richard Gasquet       | 6:4, 6:2                      |
| Zwycięzca     | 12. | 21 października 2012 | Wiedeń             | Twarda (hala) | Grega Žemlja          | 7:5, 6:3                      |
| Zwycięzca     | 13. | 28 października 2012 | Bazylea            | Twarda (hala) | Roger Federer         | 6:4, 6:7(5), 7:6(3)           |
| Zwycięzca     | 14. | 17 lutego 2013       | Rotterdam          | Twarda (hala) | Julien Benneteau      | 7:6(2), 6:3                   |
| Finalista     | 6.  | 17 marca 2013        | Indian Wells       | Twarda        | Rafael Nadal          | 6:4, 3:6, 4:6                 |
| Zwycięzca     | 15. | 4 sierpnia 2013      | Waszyngton         | Twarda        | John Isner            | 3:6, 6:1, 6:2                 |
| Zwycięzca     | 16. | 6 października 2013  | Tokio              | Twarda        | Milos Raonic          | 7:6(5), 7:5                   |
| Finalista     | 7.  | 13 października 2013 | Szanghaj           | Twarda        | Novak Đoković         | 1:6, 6:3, 6:7(3)              |
| Zwycięzca     | 17. | 27 października 2013 | Bazylea            | Twarda (hala) | Roger Federer         | 7:6(3), 2:6, 6:4              |
| Zwycięzca     | 18. | 11 stycznia 2014     | Sydney             | Twarda        | Bernard Tomic         | 6:3, 6:1                      |
| Finalista     | 8.  | 14 sierpnia 2016     | Rio de Janeiro     | Twarda        | Andy Murray           | 5:7, 6:4, 2:6, 5:7            |
| Zwycięzca     | 19. | 23 października 2016 | Sztokholm          | Twarda (hala) | Jack Sock             | 7:5, 6:1                      |
| Zwycięzca     | 20. | 22 października 2017 | Sztokholm          | Twarda (hala) | Grigor Dimitrow       | 6:4, 6:2                      |
| Finalista     | 9.  | 29 października 2017 | Bazylea            | Twarda (hala) | Roger Federer         | 7:6(5), 4:6, 3:6              |
| Finalista     | 10. | 13 stycznia 2018     | Auckland           | Twarda        | Roberto Bautista-Agut | 1:6, 6:4, 5:7                 |
| Zwycięzca     | 21. | 3 marca 2018         | Acapulco           | Twarda        | Kevin Anderson        | 6:4, 6:4                      |
| Zwycięzca     | 22. | 18 marca 2018        | Indian Wells       | Twarda        | Roger Federer         | 6:4, 6:7(8), 7:6(2)           |
| Finalista     | 11. | 4 sierpnia 2018      | Los Cabos          | Twarda        | Fabio Fognini         | 4:6, 2:6                      |
| Finalista     | 12. | 7 października 2018  | Pekin              | Twarda        | Nikoloz Basilaszwili  | 4:6, 4:6                      |

#### Gra podwójna (1–0)
| Końcowy wynik | Nr | Data          | Turniej      | Nawierzchnia | Partner        | Przeciwnicy                      | Wynik finału   |
| ------------- | -- | ------------- | ------------ | ------------ | -------------- | -------------------------------- | -------------- |
| Zwycięzca     | 1. | 30 lipca 2007 | Indianapolis | Twarda       | Travis Parrott | Tejmuraz Gabaszwili Ivo Karlović | 3:6, 6:2, 10–6 |

### Osiągnięcia w turniejach Wielkiego Szlema i ATP Tour Masters 1000 (gra pojedyncza)
| Turniej                           | 2005                   | 2006                   | 2007                   | 2008                   | 2009                      | 2010                      | 2011                      | 2012                      | 2013                      | 2014                      | 2015                      | 2016                      | 2017                      | 2018                      | 2019                      | 2020                      | 2021                      | 2022                      | Wygrane turnieje | Bilans w karierze |
| Wielki Szlem                      | Wielki Szlem           | Wielki Szlem           | Wielki Szlem           | Wielki Szlem           | Wielki Szlem              | Wielki Szlem              | Wielki Szlem              | Wielki Szlem              | Wielki Szlem              | Wielki Szlem              | Wielki Szlem              | Wielki Szlem              | Wielki Szlem              | Wielki Szlem              | Wielki Szlem              | Wielki Szlem              | Wielki Szlem              | Wielki Szlem              | Wielki Szlem     | Wielki Szlem      |
| --------------------------------- | ---------------------- | ---------------------- | ---------------------- | ---------------------- | ------------------------- | ------------------------- | ------------------------- | ------------------------- | ------------------------- | ------------------------- | ------------------------- | ------------------------- | ------------------------- | ------------------------- | ------------------------- | ------------------------- | ------------------------- | ------------------------- | ---------------- | ----------------- |
| Australian Open                   | –                      | –                      | 2R                     | 2R                     | QF                        | 4R                        | 2R                        | QF                        | 3R                        | 2R                        | –                         | –                         | –                         | 3R                        | –                         | –                         | –                         | –                         | 0 / 9            | 19–9              |
| French Open                       | –                      | 1R                     | 1R                     | 2R                     | SF                        | –                         | 3R                        | QF                        | –                         | –                         | –                         | –                         | 3R                        | SF                        | 4R                        | –                         | –                         |                           | 0 / 8            | 19–8              |
| Wimbledon                         | –                      | –                      | 2R                     | 2R                     | 2R                        | –                         | 4R                        | 4R                        | SF                        | –                         | –                         | 3R                        | 2R                        | QF                        | –                         | NH                        | –                         |                           | 0 / 9            | 21–9              |
| US Open                           | –                      | 1R                     | 3R                     | QF                     | W                         | –                         | 3R                        | QF                        | 2R                        | –                         | –                         | QF                        | SF                        | F                         | –                         | –                         | –                         |                           | 1 / 10           | 35–9              |
| Bilans spotkań                    | 0–0                    | 0–2                    | 4–4                    | 7–4                    | 17–3                      | 3–1                       | 8–4                       | 15–4                      | 8–3                       | 1–1                       | 0–0                       | 6–2                       | 8–3                       | 17–4                      | 3–1                       | 0–0                       | 0–0                       | 0–0                       | N/D              | 97–36             |
| ATP Finals                        |                        |                        |                        |                        |                           |                           |                           |                           |                           |                           |                           |                           |                           |                           |                           |                           |                           |                           |                  |                   |
| ATP Finals                        | –                      | –                      | –                      | RR                     | F                         | –                         | –                         | SF                        | RR                        | –                         | –                         | –                         | –                         | –                         | –                         | –                         | –                         |                           | 0 / 4            | 7–7               |
| Igrzyska olimpijskie              |                        |                        |                        |                        |                           |                           |                           |                           |                           |                           |                           |                           |                           |                           |                           |                           |                           |                           |                  |                   |
| Letnie igrzyska olimpijskie       | Nie rozgrywane         | Nie rozgrywane         | Nie rozgrywane         | –                      | Nie rozgrywane            | Nie rozgrywane            | Nie rozgrywane            |                           | Nie rozgrywane            | Nie rozgrywane            | Nie rozgrywane            |                           | Nie rozgrywane            | Nie rozgrywane            | Nie rozgrywane            | Nie rozgrywane            | –                         | NH                        | 0 / 2            | 10–2              |
| ATP Tour Masters 1000             |                        |                        |                        |                        |                           |                           |                           |                           |                           |                           |                           |                           |                           |                           |                           |                           |                           |                           |                  |                   |
| Indian Wells                      | –                      | –                      | 2R                     | –                      | QF                        | –                         | SF                        | QF                        | F                         | –                         | –                         | 2R                        | 3R                        | W                         | –                         | NH                        | –                         | –                         | 1 / 8            | 25–7              |
| Miami                             | –                      | –                      | 4R                     | 2R                     | SF                        | –                         | 4R                        | 4R                        | 2R                        | –                         | 1R                        | 2R                        | 3R                        | SF                        | –                         | NH                        | –                         | –                         | 0 / 10           | 19–10             |
| Monte Carlo                       | –                      | –                      | –                      | –                      | 2R                        | –                         | –                         | –                         | 3R                        | –                         | –                         | –                         | –                         | –                         | –                         | NH                        | –                         |                           | 0 / 2            | 1–2               |
| Madryt                            | –                      | 1R                     | 3R                     | QF                     | SF                        | –                         | 3R                        | SF                        | –                         | –                         | –                         | 2R                        | –                         | 3R                        | 2R                        | NH                        | –                         |                           | 0 / 9            | 17–9              |
| Rzym                              | –                      | –                      | –                      | 1R                     | QF                        | –                         | –                         | 3R                        | 3R                        | –                         | –                         | –                         | QF                        | 3R                        | QF                        | –                         | –                         |                           | 0 / 7            | 11–7              |
| Kanada                            | –                      | –                      | 1R                     | –                      | F                         | –                         | 2R                        | 2R                        | 3R                        | –                         | –                         | –                         | 2R                        | –                         | –                         | NH                        | –                         |                           | 0 / 6            | 8–6               |
| Cincinnati                        | –                      | –                      | 3R                     | –                      | –                         | –                         | 2R                        | SF                        | SF                        | –                         | –                         | –                         | 3R                        | QF                        | –                         | –                         | –                         |                           | 0 / 6            | 13–6              |
| Szanghaj                          | Nie ATP Masters Series | Nie ATP Masters Series | Nie ATP Masters Series | Nie ATP Masters Series | 2R                        | –                         | –                         | –                         | F                         | –                         | –                         | 1R                        | SF                        | 3R                        | –                         | NH                        | NH                        |                           | 0 / 5            | 9–5               |
| Paryż                             | –                      | –                      | 2R                     | 3R                     | QF                        | –                         | –                         | 3R                        | QF                        | –                         | –                         | –                         | QF                        | –                         | –                         | –                         | –                         |                           | 0 / 6            | 9–6               |
| Hamburg                           | –                      | –                      | –                      | –                      | Nie ATP Tour Masters 1000 | Nie ATP Tour Masters 1000 | Nie ATP Tour Masters 1000 | Nie ATP Tour Masters 1000 | Nie ATP Tour Masters 1000 | Nie ATP Tour Masters 1000 | Nie ATP Tour Masters 1000 | Nie ATP Tour Masters 1000 | Nie ATP Tour Masters 1000 | Nie ATP Tour Masters 1000 | Nie ATP Tour Masters 1000 | Nie ATP Tour Masters 1000 | Nie ATP Tour Masters 1000 | Nie ATP Tour Masters 1000 | 0 / 0            | 0–0               |
| Finały w turniejach ATP Tour      | 0                      | 0                      | 0                      | 5                      | 5                         | 0                         | 3                         | 5                         | 6                         | 1                         | 0                         | 2                         | 2                         | 5                         | 0                         | 0                         | 0                         | 0                         | N/D              | 34                |
| Wygrane turnieje ATP Tour         | 0                      | 0                      | 0                      | 4                      | 3                         | 0                         | 2                         | 4                         | 4                         | 1                         | 0                         | 1                         | 1                         | 2                         | 0                         | 0                         | 0                         | 0                         | N/D              | 22                |
| Miejsce w rankingu na koniec roku | 157                    | 92                     | 44                     | 9                      | 5                         | 258                       | 11                        | 7                         | 5                         | 137                       | 590                       | 38                        | 11                        | 5                         | 122                       | 157                       | 756                       |                           | N/D              | N/D               |

Legenda
     W, wygrał turniej
     F, przegrał w finale
     SF, przegrał w półfinale
     QF, przegrał w ćwierćfinale
     4R, 3R, 2R, 1R przegrał w IV, III, II, I rundzie
     RR, odpadł w fazie grupowej
     –, nie startował w turnieju głównym
     NH, turniej nie odbył się